# Marianne Viard
Pour les articles homonymes, voir Viard.
Marianne Viard est une actrice française, ayant en particulier joué dans la série de films Le Cœur des hommes.

## Filmographie
- 2002 : Fleurs de sang d'Alain Tanner
- 2003 : Le Cœur des hommes : Joëlle
- 2003 : Toutes les filles sont folles : Cendrillon
- 2004 : Clara et moi : Marianne
- 2005 : Emily la princesse... (court métrage)
- 2005 : Mauvaise Foi : infirmière
- 2007 : L'Invité : La secrétaire
- 2007 : Le Cœur des hommes 2 : Joëlle
- 2012 : Le Cœur des hommes 3 : Joëlle